# Calle-Calle (comuna)
Calle-Calle fue una comuna del sur de Chile que integró el departamento de Valdivia, en la antigua provincia de Valdivia. Existió entre 1891 y 1928. Es antecesora de la comuna de Los Lagos.

## Historia
La comuna fue creada en 1891 —originalmente con el nombre de Quinchilca— con los territorios de las subdelegaciones 7.ª Calle-Calle, 8.ª Quinchilca y 9.ª Macó, del departamento de Valdivia. Tres años después, en 1894, la comuna cambió de nombre a Calle-Calle.
Los límites comunales eran: 
- Al norte, el lago Riñihue, el río San Pedro y el río Calle-Calle,
- Al este, la cordillera de los Andes,
- Al sur, el límite con el departamento de La Unión —incluyendo la ribera norte del lago Ranco—, y
- Al oeste, la línea divisoria de aguas entre los ríos Calle-Calle, Angachilla y Futa.

En 1907, de acuerdo al censo de ese año, la comuna tenía una población de 7852 habitantes. Posteriormente, en 1911, fue reorganizada territorialmente, quedando conformada por las siguientes subdelegaciones: 11.ª Calle-Calle, 12.ª Choshuenco y 13.ª Quinchilca, y con la modificación de sus límites occidentales.
Esta comuna fue suprimida mediante el Decreto con Fuerza de Ley 8583 del 30 de diciembre de 1927, dictado por el presidente Carlos Ibáñez del Campo como parte de una reforma político-administrativa. Su territorio pasó a conformar la recién creada comuna de Los Lagos. La supresión se hizo efectiva a contar del 1 de febrero de 1928.